# Pietro Paltronieri
Pietro Paltronieri, surnommé il Mirandolese ou même Mirandolese dalle prospettive, du genre de peinture dans lequel il excella, né à Mirandola (province de Modène) le 27 juillet 1673 et mort à Bologne le 8 juillet 1741, est un peintre italien de la période baroque tardive, qui fut actif principalement à Rome, Bologne et Vienne.

## Biographie
Pietro Paltronieri est un élève de Giovanni Francesco Cassana et de Marcantonio Chiarini, architecte habile et peintre renommé dans ce genre de peinture.

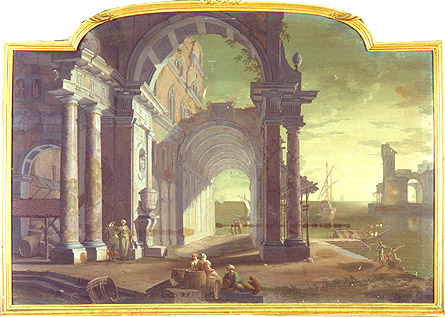
Vue de ruines avec port fluvial, Collezioni Comunali d'Arte.

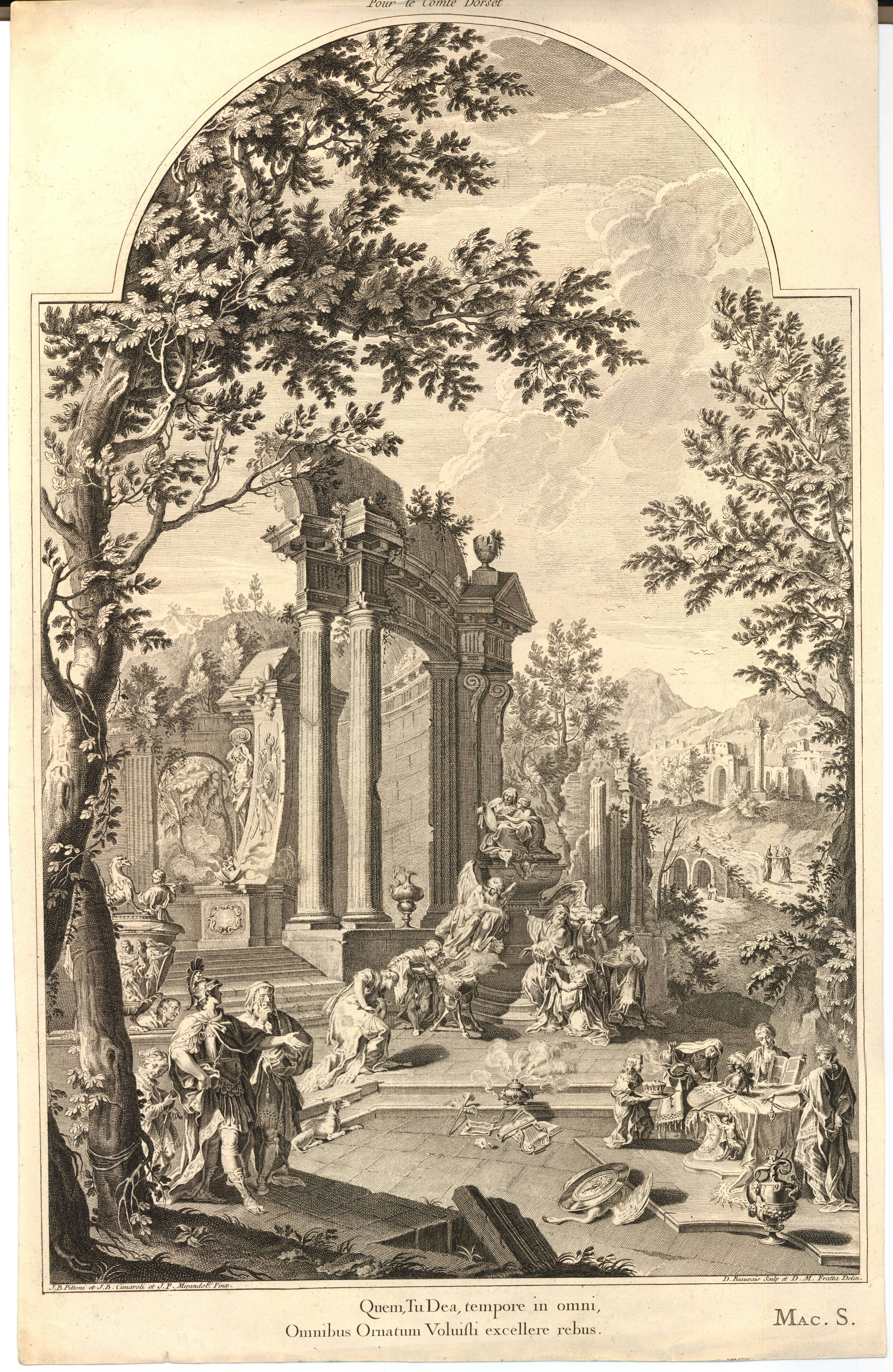
Tombe allégorique de Lord Dorset British Museum.

La première réalisation importante de l'artiste à Bologne est un groupe de dix peintures daté au 1712 pour la maison Sage-Marulli. Les tableaux sont dominés par des bâtiments grandioses et représentent accessoirement des scènes mythologiques, avec Danaé ou Europa et Jupiter. Vers 1720, après un voyage à Rome, il réalise des tableaux pour le palais Caprara. Le bâtiments représentés ne devaient pas être très différents de l'aspect de la Rome de l'époque.
Entre 1724 et 1733, avec Vittorio Maria Bigali, il crée une série de sept tableaux qui décorait un des salons du palais de Pompeo Aldrovandi (1668-1752), futur cardinal, et qui sont maintenant à la Collezioni Comunali d'Arte de Bologne. Il parcourt une grande partie de l’Italie, laissant partout des preuves de son talent (comme à Gênes au palazzo Rosso), et se rend à Rome, où il séjourne pendant plusieurs années. Ses œuvres représentent ordinairement des fragments d’architecture ou des monuments de l’antiquité. Ce sont des arcs de triomphe, des fontaines, des aqueducs, des temples, des débris de fabrique, où domine un coloris rougeâtre qui les fait aisément reconnaître. Il y ajoute souvent des ciels, des vues de campagne, des eaux d’une « vérité surprenante ». Les figures qu’on y remarque ne sont pas de lui ; comme il sentait son infériorité dans cette partie de l’art, il empruntait le pinceau de Ercole Graziani et de plusieurs autres jeunes artistes qui, à cette époque, se faisaient dans Bologne une réputation méritée. Il collabore aussi avec Vittorio Bigari.
Paltronieri fait partie du groupe des peintres choisis par Owen McSwiny pour réaliser la série de peintures allégoriques de tombes de personnalités britanniques. Ce projet, dont la réalisation débute en 1722, comporte finalement dix tableaux livrés à Charles Lennox (2e duc de Richmond). Dans cette série, il peint, avec Giovanni Battista Pittoni et Giovanni Battista Cimaroli, le tableau figurant la Tombe allégorique de Charles Sackvill (Londres, vente Sotheby's du 14 mai 1958), en honneur de Lord Dorset.